# 12e régiment d'artillerie de marine
Pour les articles homonymes, voir 12e régiment.
Le 12e régiment d'artillerie de marine ou 12e régiment d'artillerie coloniale est une unité de l'Armée française ayant participé à la Seconde Guerre mondiale.

## Historique
Le 12e régiment d'artillerie coloniale est créé le 5 mai 1929 à Agen avec des éléments d'autres régiments d'artillerie coloniale. 
À la fin de 1932, il prend le nom de 12e régiment d'artillerie lourde hippomobile coloniale. Au moment de la déclaration de guerre, il est rattaché à la 4e division d'infanterie coloniale. Il est dissout en juin 1940 à la suite de l'armistice. 
Il est recréé en 1945 avant d'être dissout en 1946.
En 1947 est créé à Castres le 12e groupe d’artillerie antiaérienne coloniale (12e GAAC). Il reprend les traditions du 12e RAC. En 1950, il devient 12e régiment d’artillerie antiaérienne coloniale (12e RAAC). En 1956, il devient le 1er groupe du 12e régiment d’artillerie antiaérienne coloniale (I/12e RAAC). Sauf son centre d’instruction basé à Toulouse, il est envoyé en Algérie.
Le 1er décembre 1958, il devient en Algérie 1er groupe du 12e régiment d’artillerie antiaérienne de Marine (I/12e RAAMa). 
Le I/12e RAAMa est dissous le 30 septembre 1962.

## Drapeau
Le drapeau du régiment porte l'inscription AFN 1952-1962[pourquoi ?].